# 京樂真帆子
京樂 真帆子（きょうらく まほこ、1962年 - ）は、日本史学者。文学博士（論文博士・1995年）。滋賀県立大学教授。

## 略歴
兵庫県生まれ。京都教育大学附属高等学校卒業、京都大学経済学部入学、1986年同文学部国史学科卒業、1989年奈良女子大学大学院文学研究科修士課程修了、1992年京都大学文学研究科史学博士課程満期退学、1995年「平安京都市社会史の研究」で文学博士の学位を取得。1996年茨城大学助教授、2001年滋賀県立大学人間文化学部助教授、2007年准教授、2009年教授となる。平安京の都市文化を研究する。

## 著書
- 『平安京都市社会史の研究』塙書房 2008
- 『英雄になった母親戦士 ベトナム戦争と戦後顕彰』有志舎　2014
- 『牛車で行こう！平安貴族と乗り物文化』吉川弘文館　2017

## 論文
- <京樂真帆子